# Капітан (фільм, 2017)
Капітан (нім. Der Hauptmann) — драма режисера Роберта Швентке, знята за фактами життя воєнного злочинця Віллі Герольда. Вперше фільм представлений на міжнародному кінофестивалі у Торонто 7 вересня 2017 року.

## Історія створення
Знімаючи фільм, режисер мав на меті надати аудиторії можливість відчути історичну, соціальну та психологічну реальність, розповісти історію головного персонажу зсередини. 
«Ми повністю зануримо глядачів у душевний стан Герольда», – зазначив Р. Швентке.
Зйомки фільму, які тривали 41 день, проводилися в районі Вроцлава (Польща) та Герліца (Німеччина).  Робочий табір був побудований спеціально для зйомок у Польщі, а потім, для створення реалістичної картини бомбардування, підірваний.

## Сюжет
Фільм розповідає про події у Німеччині у квітні 1945 року. Дезертир Віллі Герольд намагається врятуватися від переслідування військової поліції. Під час переховування він раптово натрапляє на покинуте авто, в якому знаходить форму капітана люфтваффе. Вдягнувши її, Герольд починає видавати себе за офіцера, який виконує особливе завдання фюрера та збирає під своє командування солдатів, які відстали від своїх частин. 
Поступово він втягується у скоєння злочинів, вчинивши розправу з мародером, який вкрав їжу у господаря одного з кафе.
Діставшись із своїм загоном до 2-го виховного табору, Герольд переконує його керівництво у своїй особливій місії та організовує розстріл дезертирів, які перебували у таборі в очікуванні суду. 
Невдовзі табір піддається бомбардуванню авіації союзників. Герольд із своїм загоном переїжджає до найближчого міста, де розстрілює мера, який вивісив у місті білий прапор та розмістив напис англійською «welcome» готуючись зустрічати англо-американські війська.  
Незабаром він та члени його загону були затримані військовою поліцією.  
В ході судового процесу Герольд був виправданий за умови повернення на фронт. 
В останніх кадрах фільму він тікає та йде лісом, повним розстріляних людей.

## Сприйняття
За відгуком видання Variety, «Капітан» є одним з небагатьох фільмів, які насправді залучають сучасних глядачів до зла, з тією метою, щоб вони не бути приреченими його повторити.

## Відзнаки та нагороди
Після виходу на екрани фільм отримав 23 нагороди, серед яких: 
- Нагорода міжнародного кінофестивалю у Сан Себастьяні у категорії «Краща операторська робота», 2017;

- Європейська кінопремія у категорії «Кращий європейський звукорежисер», 2018;

- Німецька кінопремія у категорії «Кращий звук», 2018;

- Нагорода міжнародного кінофестивалю у Вільнюсі у категорії «Кращий фільм», 2018;

- Баварська кінопремія у категорії «Кращий молодий актор», 2019;

- Нагороди онлайн кінофестивалю Cineuphoria (Португалія) у категоріях:  «Кращий актор», «Кращий актор другого плану», «Кращі спеціальні ефекти», «Кращий монтаж», 2019;
- Нагороди на міжнародному кінофестивалі у Барі у категоріях «Кращий режисер» та «Кращий актор».